# 胡安·德迪奥斯·卡斯特罗·洛萨诺
胡安·德迪奥斯·卡斯特罗·洛萨诺（西班牙語：Juan de Dios Castro Lozano，1942年3月25日—2020年11月24日），墨西哥律师、政治人物。

## 生平
1942年生于墨西哥科阿韋拉州托雷翁。在科阿韦拉州自治大学取得硕士学位，在杜兰戈州从事律师工作。1963年加入国家行动党，1979年当选众议院议员。2003年字2004年担任议长。2020年11月24日因2019冠状病毒病逝世。